# Автошлях Р 48
Автошля́х Р 48 — автомобільний шлях регіонального значення на території України. Проходить територією Хмельницької області через Кам'янець-Подільський — Сатанів — Війтівці — Теофіполь — Білогір'я.

## Загальна довжина
Кам'янець-Подільський — Сатанів — Війтівці — Білогір'я — 159,9 км.

## Маршрут
Автошлях проходить через такі населені пункти:
| Автошлях Р 48               |                                |
| Хмельницька область         |                                |
| Кам'янець-Подільський район |                                |
| Кам'янець-Подільський       | Н03Р24Т 2317Т 2321Т 2323Т 2326 |
| Довжок                      |                                |
| Жердя                       |                                |
| Кормильча                   |                                |
| Драганівка                  |                                |
| Зарічанка                   | Т 2308                         |
| Почапинці                   |                                |
| Кугаївці                    |                                |
| Бережанка                   |                                |
| Чемерівці                   |                                |
| Юрківці                     |                                |
| Теремківці                  |                                |
|                             | Т 2312                         |
| Закупне                     |                                |
| Вівся                       |                                |
| Хмельницький район          |                                |
| Кам'янка                    |                                |
| Сатанів                     | Р50 Т 0903                     |
| Юринці                      |                                |
| Сатанівка                   |                                |
| Тарасівка                   |                                |
| Гречана                     |                                |
| Соломна                     |                                |
| Куровечка                   |                                |
| Кривачинці                  |                                |
| Війтівці                    | E50 М12                        |
| Писарівка                   |                                |
| Гайдайки                    |                                |
| Купіль                      | Т 2311                         |
| Базалія                     |                                |
| Караїна                     |                                |
| Підліски (1 км)             |                                |
| Теофіполь                   | Т 2012 Т 2314 Т 2325           |
| Коров'є                     |                                |
| Турівка                     |                                |
| Шепетівський район          |                                |
| Данилівка                   |                                |
| Денисівка                   |                                |
|                             | Н02                            |
| Білогір'я                   | Т 2301                         |